# Chronology, Volume 1 (1996-2000)
Chronology, Volume 1 (1996-2000) é um álbum dos melhores êxitos da banda Third Day, lançado a 27 de Março de 2007.
O disco atingiu o nº 61 da Billboard 200, o nº 2 do Top Christian Albums, o nº 61 do Top Internet Albums.
| Críticas profissionais                                                      | Críticas profissionais |
| Avaliações da crítica                                                       | Avaliações da crítica  |
| Fonte                                                                       | Avaliação              |
| --------------------------------------------------------------------------- | ---------------------- |
| Allmusic                                                                    | [ 2 ]                  |
| Esta tabela precisa de ser acompanhada por texto em prosa. Consulte o guia. |                        |

## Faixas

### CD
1. "Nothing At All (mix)
2. "Forever" (mix)
3. "Consuming Fire" (mix)
4. "Thief 2006" (nova versão)
5. "Love Song" (mix)
6. "Who I Am" (mix)
7. "My Hope Is You 2006" (nova versão)
8. "I've Always Loved You" ("steel" mix)
9. "Sky Falls Down"
10. "Your Love Oh Lord"
11. "King Of Glory"
12. "Agnus Dei / Worthy" (Ao vivo)

Faixas bónus
1. "Blackbird" (Ao vivo em St. Louis, Missouri 1998)
2. "Alien" (Ao vivo em Columbus, Ohio 1999)
3. "Have Mercy" (mix)
4. "Long Time Comin'" (Do EP Southern Tracks)
5. "She Sings In Riddles" (Do EP Southern Tracks)

## DVD
Vídeos
1. "Consuming Fire"
2. "You Make Me Mad"
3. "Your Love Oh Lord"
4. "Cry Out To Jesus"

Actuação nos Dove Awards
1. "Forever" (1997)
2. "What Good" (2000)
3. "God Of Wonders" (2001)
4. "Come Together" (2002)
5. "Wire" (2004)
6. "Cry Out To Jesus" (2006)

Vídeos "Bootleg/Archive"
1. Mac and Mark (1992)
2. David’s First Show (1992)
3. Tai’s First Show (1992)
4. Cornerstone Festival (1995)
5. Cornerstone Festival (1996)
6. Café Milano (1996)
7. Boca Raton, Florida (1996)
8. Portland, Oregon (1997)
9. Chronology Volume 2 - Antevisão